# FreeBSDディストリビューション
FreeBSDディストリビューション（フリービーエスディーディストリビューション）は、FreeBSDをベースとして、カスタマイズされたシステムを配布しているもの。Linuxディストリビューションと似たようなものだが、Linuxはカーネルのみであるため、普通はLinuxを使う際にはディストリビューションを利用する。これに対し、FreeBSDはいわゆるベースシステムと呼ばれている環境を最初から含んでおり、portsというアプリケーションを取り込むシステムも標準で存在するため、FreeBSDディストリビューションは、それらでは足りない何らかの目的をもって作られている。

## デスクトップ環境
- DesktopBSD - ウェブサイト
- TrueOS（旧PC-BSD）- / 旧PC-BSD ウェブサイト
- GhostBSD - ウェブサイト
- NextBSD
- HardendBSD

## Live CD
- evoke（旧名:Damn Small BSD） - ウェブサイト
- FreeSBIE - ウェブサイト
- Frenzy - ウェブサイト
- HamFreeSBIE - ウェブサイト
- RoFreeSBIE - ウェブサイト
- TrueBSD - ウェブサイト

## ファイアーウォール
- m0n0wall - ウェブサイト
- pfSense - ウェブサイト
- OPNsense - ウェブサイト

## NAS・PBX・Linux系ユーザランド
- TrueNAS（旧称FreeNAS） - NAS特化型ディストリビューション - ウェブサイト
- XigmaNAS（旧称NAS4Free） - FreeNAS 7からフォークしたNAS特化ディストリビューション -ウェブサイト
- AskoziaPBX - PBX特化型ディストリビューション - ウェブサイト
- Asterisk - PBX特化型ディストリビューション。秋田県大館市が自治体として採用した[1]。
- NanoBSD - 組み込み特化型ディストリビューション - ウェブサイト
- Debian GNU/kFreeBSD - Linuxカーネルでは無くFreeBSDのカーネルを使いDebianを構築したディストリビューション - ウェブサイト
- Gentoo/FreeBSD - Linuxカーネルでは無くFreeBSDのカーネルを使いGentooを構築したディストリビューション - ウェブサイト